# Casa Arróspide
La Casa Arróspide és un edifici en la intersecció de Simón Bolivar amb Aureliano Valle, a Indautxu, Bilbao, a la província de Biscaia, de la comunitat autònoma del País Basc (Espanya), avui ocupat per habitatges i oficines i en la part inferior es troba una teteria. És considerat bé cultural qualificat pel Govern basc des de 1994. Després de ser casa de la família Arróspide, va albergar al rectorat de la Universitat del Páis Basc a Bilbao.